# Ronald Nesbitt-Hawes
Ronald Nesbitt-Hawes, britanski general, * 1895, † 1969.